# Petrus Steyn
Petrus Steyn este un oraș din Africa de Sud.